# تيتوس ليفيوس
تيتوس ليفيوس أو ليفي (59 ق.م - 17 م). أحد أشهر المؤرخين الرومان. يتناول كتابه التاريخ منذ تأسيس المدينة ـ التاريخ الروماني منذ تأسيس مدينة روما حتى وفاة دروزوس عام 9 ق م. ويعتبر هذا العمل مصدراً قيماً لبيان الاتجاهات الاجتماعية والثقافية والسياسية للعديد من الشخصيات الرومانية في عهد الإمبراطور أغسطس (27 ق. م ـ 14 م). وقد كتب ليفي هذا العمل في 142 كتابًا، لم يتبق منها سوى 35 كتاباً.
قضى ليفي أكثر من 40 عاماً لإنجاز هذا العمل الذي اكتسب شهرة في العصور القديمة وكان مصدراً للعديد من الاقتباسات. وقد عُرف هذا العمل الطويل عن طريق الملخصات والمختصرات في المقام الأول. ولا يزال العديد من هذه الملخصات موجودًا حتى الآن.
وُلِد ليفي في بادوا بشمالي إيطاليا، وعاش في روما في عهد الإمبراطور أغسطس، وكان صديقاً للإمبراطور، إلا أنه كان حريصاً على الحفاظ على استقلاله بوصفه مؤرخًا.
في عام 218 ق.م. كانت كانت قوات قرطاج، أثناء غزوها لإيطاليا بقيادة هنيبعل قد تمكنت من الإيقاع بالجيش الروماني والتمثيل به على شواطئ بحيرة تراسيمين شمالي روما. ونحن ندين بمعرفتنا الدقيقة بهذه الواقعة التاريخية وبغيرها من معالم التاريخ الروماني إلى المؤرخ تيتوس ليفيوس.

## نشأته
ان المعلومات التي نمتلكها عن واحد من أعظم المؤرخين الرومان هي ضئيلة جدا، خلاصتها ان ليفيوس ولد عام 59ق.م. في مدينة بادوا شمالي إيطاليا. وكان لولادته في الأقاليم الأثر العميق في تكوين شخصية هذا المؤرخ العظيم وفي نظرته إلى الحياة. ذلك ان روما كان قد حل بها الفساد، وبدا كأن جميع القيم السلوكية قد اختفت منها تماما. اما في (بادوا) فان الفضائل القديمة كانت ما تزال متوفرة في أرجائها. وفي ذلك الجو التقليدي كانت نشأة ليفيوس. وقد انحدر ليفيوس من أسرة شريفة في المجتمع الروماني، وكانت دراسته تتركز على القانون والخطابة، استعدادا لما كان يخطط له من مستقبل في الحياة.
وعندما انتقل إلى روما حوالي عام 40ق.م. لم يجد في مظاهر الحياة السياسية هناك ما يجذبه إليها. وكان أوكتافيوس المعروف في التاريخ باسم أغسطس قد هزم مارك أنطونيو في معركة أكتيوم البحرية في العام الذي سبق وصوله إلى روما، وانهمك اوكتافيوس بعد ذلك في لم شتات السيطرة الكاملة على الامبراطورية الرومانية. لذلك وجد ليفيوس الطموح انه لا مستقبل له يرجى من الحياة السياسية في عهد حاكم ليس في الواقع سوى حاكم مطلق. فاضطر للبحث عن طريق آخر لتأمين مستقبله.

## روابط خارجية
- تيتوس ليفيوس على موقع IMDb (الإنجليزية)
- تيتوس ليفيوس على موقع الموسوعة البريطانية (الإنجليزية)
- تيتوس ليفيوس على موقع إن إن دي بي (الإنجليزية)
- تيتوس ليفيوس على موقع ديسكوغز (الإنجليزية)